# Dan Clarke

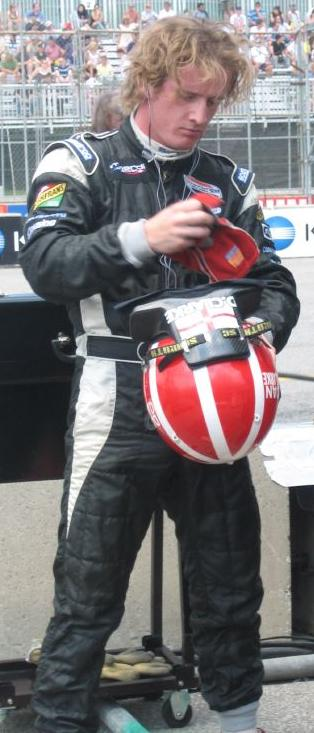
Clarke in 2007.

Daniel (Dan) Clarke (Mexborough (South Yorkshire), 4 oktober 1983) is een Brits autocoureur. Hij reed in het Champ Car kampioenschap in 2006 en 2007.

## Carrière
Clarke begon op jonge leeftijd te racen in karting. Toen hij achttien jaar oud was reed hij zijn eerste seizoen in de Formule Ford. In 2004 won hij het Formule Ford Festival op het circuit van Brands Hatch. In 2005 maakte hij de overstap naar het Britse Formule 3 kampioenschap. Hij won dat jaar één race en eindigde op de vijfde plaats in het kampioenschap.
Daarna ging hij racen in de Verenigde Staten. Hij reed het Champ Car seizoen van 2006 voor het CTE-HVM Racing team. Hij finishte dat jaar op een derde plaats tijdens de race op het stratencircuit van Denver en eindigde op een twaalfde plaats in het kampioenschap. Het volgende jaar reed hij voor hetzelfde team, dat zijn naam veranderd had in "Minardi Team USA" en hij kreeg Nederlander Robert Doornbos als teamgenoot. Clarkes beste resultaat dat jaar werd een tweede plaats op Road America. Het volgende jaar werd er geen Champ Car kampioenschap meer gehouden na de fusie met de IndyCar Series, wat een einde van zijn Amerikaanse carrière betekende. Tijdens het A1GP seizoen 2008-2009 reed hij zes races voor het A1 Team Groot-Brittannië.

### Resultaten
Champ Car resultaten (aantal gereden races, aantal maal in de top 5 van een race, eindpositie kampioenschap en punten)
| Jaar | Races | 1ste | 2de | 3de | 4de | 5de | Rank | Ptn |
| ---- | ----- | ---- | --- | --- | --- | --- | ---- | --- |
| 2006 | 14    | -    | -   | 1   | 1   | -   | 12   | 175 |
| 2007 | 13    | -    | 1   | -   | -   | -   | 13   | 129 |